# Sandton
Sandton ist eine Stadt im Norden der Metropolgemeinde City of Johannesburg in der südafrikanischen Provinz Gauteng. 2011 hatte Sandton 222.415 Einwohner. Der Name entstand aus einer Kombination der Namen der beiden Teile Sandown und Bryanston, die wiederum nach Orten im Vereinigten Königreich benannt sind.

## Geschichte
Die Stadt wurde im Jahr 1969 gegründet, als Johannesburg sich nach Norden vergrößerte. Nach dem Ende der Apartheid und der Einsetzung der neuen demokratischen Regierung 1994 wurde Sandton in die Metropolgemeinde Johannesburg eingemeindet. Zu Sandton gehören neben Sandown und Bryanston unter anderem auch der Stadtteil Rivonia.
Sandton ist das wohlhabendste Viertel in City of Johannesburg, nicht weit entfernt von Alexandra, dem wohl ärmsten Township des Landes.

## Wirtschaft
Sandton wurde das neue Finanzzentrum des Landes und Johannesburgs wichtigstes Geschäftszentrum. Die Johannesburg Securities Exchange (JSE), die Börse von Johannesburg, befindet sich seit den späten 1990er Jahren in Sandton. Ebenso haben die Industrial Development Corporation, Eskom, African Rainbow Minerals, Shanduka Group, Palabora Mining Corporation und CNBC Africa ihren Sitz an diesem Ort.

In Sandton gibt es einen Gautrain-Haltepunkt.

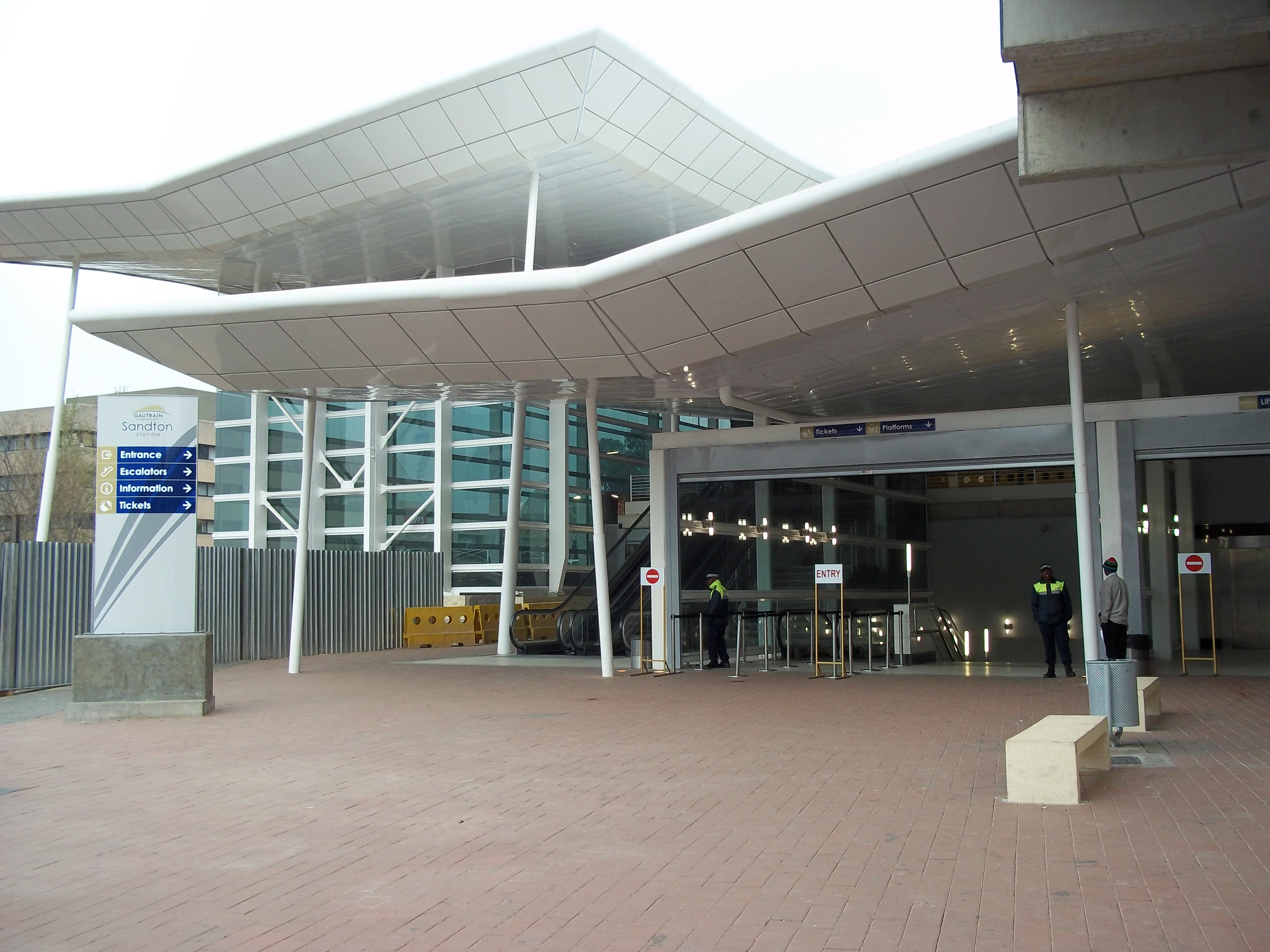
Station des Gautrain in Sandton
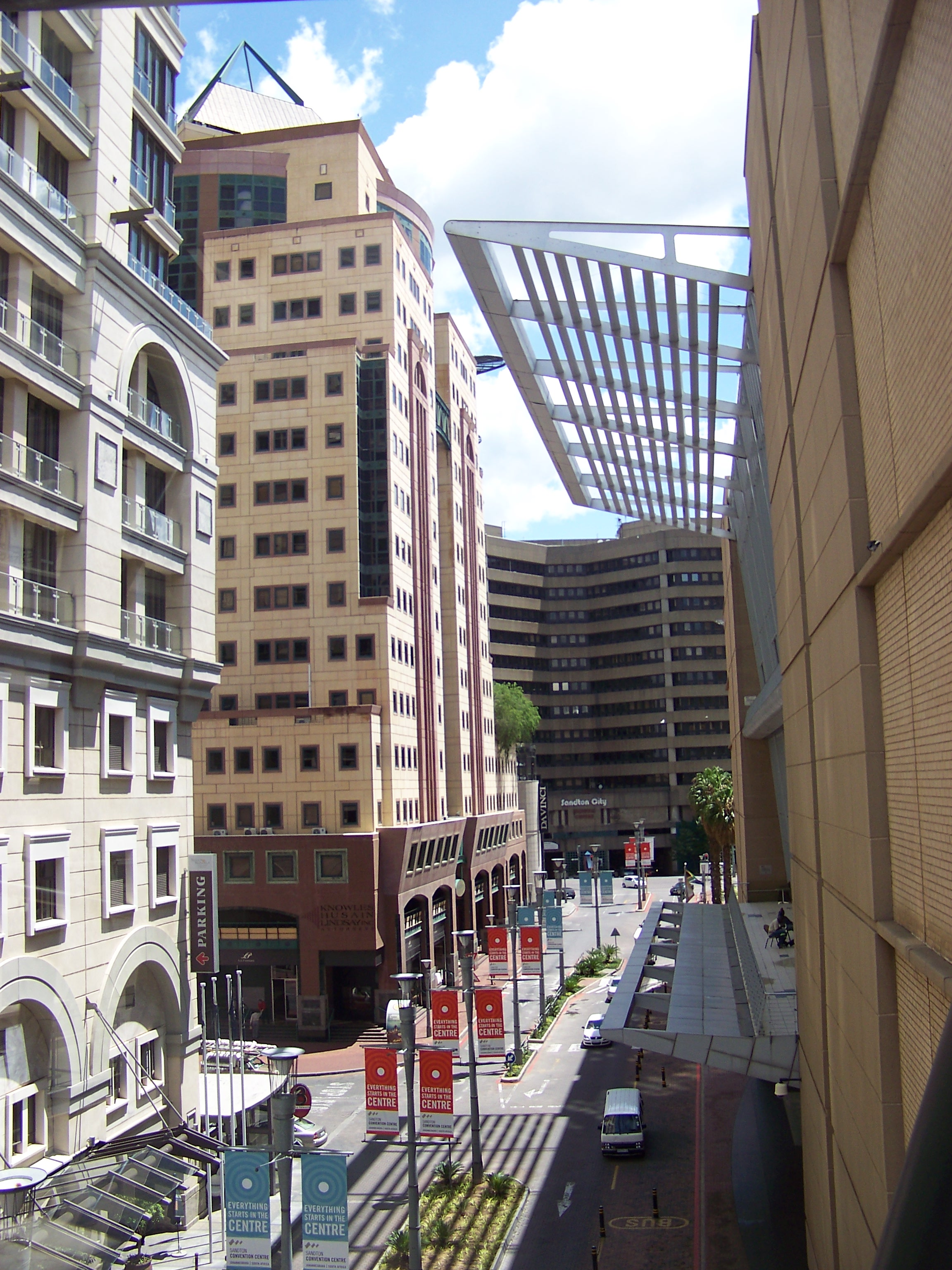
Maude Street im Zentrum Sandtons

## Sehenswürdigkeiten

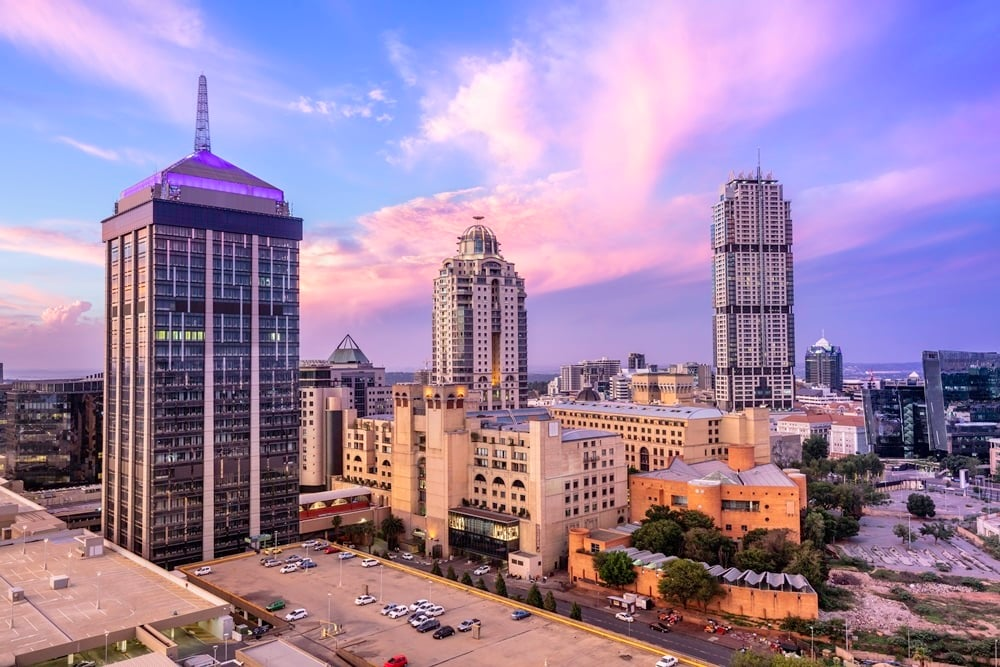
Skyline von Sandton mit dem Wolkenkratzer The Leonardo (rechts)

- Skyline von Sandton mit dem Wolkenkratzer The Leonardo (rechts)Eine der größten Sehenswürdigkeiten der Stadt ist Sandton City, das größte Einkaufszentrum Südafrikas. Zusammen mit dem Nelson Mandela Square, dem zentralen Platz auf welchem sich eine Statue von Nelson Mandela befindet, umfasst der Komplex eine Fläche von etwa 144.000 Quadratmetern.

- 2019 wurde mit dem 228 Meter hohen The Leonardo der höchste Wolkenkratzer Afrikas eröffnet.
- Der Mushroom Farm Park ist ein Stadtpark mit einem interaktiven Kinderspielplatz, einer Gartenanlage, einem Amphitheater, Outdoor-Fitnessgeräten, einen Ententeich und die Möglichkeit zur Fahrt mit einem Heißluftballon.[2]
- Der Grayston Square ist ein historischer Gebäudekomplex (Grayston Drive zur Ecke West Road South)
- Das Liliesleaf in Rivonia ist ein historisches Museum und Gedenkstätte. Liliesleaf war zwischen 1961 und 1963 das geheime Hauptquartier von ANC, SACP, Umkhonto we Sizwe und der Congress Alliance, wo ein Sturz der Apartheid-Regierung geplant wurde. Am 11. Juli 1963 wurden die Anführer des ANC von der Polizei im Liliesleaf festgenommen und anschließend eingesperrt.[3][4]
- Das Rietfontein Nature Reserve ist ein Landschaftsschutzgebiet in Paulshof.[5]
- Das Montecasino in Fourways ist ein wie ein italienisches Dorf gestalteter Freizeitkomplex mit einem Spielkasino, Theatern, Restaurants, Geschäften, Hotels, Gartenlandschaft und einem Tierpark.[6]
- Der Lone Hill Park grenzt an das Landschaftsschutzgebiet Lone Hill Nature Reserve. Es ist ein Naherholungsgebiet in Lonehill mit einem See und einem auffallenden Hügel mit großen Natursteinen.

## Söhne und Töchter der Stadt
- Ian Ollis (* 1970), Politiker
- Leka Anwar Zogu Reza (* 1982), albanischer Politiker und Thronprätendent
- Bridgitte Hartley (* 1983), Kanutin und Olympionikin
- Oscar Pistorius (* 1986), Leichtathlet und verurteilter Mörder